# Violeta Isfel
Violeta Isfel, született Ana Fanni Portolatin, (Mexikóváros, Mexikó, 1985. június 11. –) mexikói színésznő.

## Élete és pályafutása
1985. június 11-én született Mexikóvárosban. 
Első szerepét a María című sorozatban kapta. 2002-ben az Emtre el amor y el odio című telenovellában kapott szerepet. 2007-ben megkapta Gabriela Miranda szerepét a Lola, érase una vez című sorozatban. 2008-ban a Candy című telenovellában megkapta Lucia López Carmona szerepét Jacqueline Bracamontes és Jaime Camil mellett. 2009-ben Antonella szerepét játszotta az Atrévete a soñar című telenovellában. 2011-ben megkapta Mónica Rinaldi szerepét az Una familia con suerte című sorozatban.

## Filmográfia

### Telenovellák
- La vecina (2015) - Titina
- Yo no creo en los hombres (2014) - Nayeli Campos
- Porque el amor manda (Amit a szív diktál) (2012-2013) - Marisela Pérez Castellanos
- Una familia con suerte (2011-2012) - Mónica Rinaldi Ruiz
- Atrévete a soñar (2009-2010) - Antonella Rincón Peña
- Las tontas no van al cielo (Candy) (2008) - Lucía López Carmona
- Lola, érase una vez (2007-2008) - Gabriela Miranda
- Peregrina (2005) - Charito
- Rubí (Rubí, az elbűvölő szörnyeteg) (2004) - Manita
- ¡Vivan los niños! (Hajrá skacok)  (2002) - Florencia
- Entre el amor y el odio (2002) - Paz
- María (1997) - Gloria Mendiola (gyermek)

### Sorozatok
- La rosa de Guadalupe (2008) - Pola (epizód: Flor de metal)
- Mujer, casos de la vida real (1994-2006) - 9 epizód
- Como dice el dicho (2012) - Cecilia (epizód Quien no oye consejo, no llega a viejo)

## Díjak és jelölések
TVyNovelas-díj
| Év   | Kategória                  | Cím                        | Eredmény |
| ---- | -------------------------- | -------------------------- | -------- |
| 2009 | Legjobb női felfedezett    | Las tontas no van al cielo | Jelölve  |
| 2010 | Legjobb női mellékszereplő | Atrévete a soñar           | Elnyerte |